# (10667) van Marxveldt
(10667) van Marxveldt – planetoida należąca do wewnętrznej części pasa głównego asteroid okrążająca Słońce w ciągu 2 lat i 274 dni w średniej odległości 1,96 j.a. Została odkryta 28 października 1975 roku w Obserwatorium Palomar przez Toma Gehrelsa. Nazwa planetoidy pochodzi od Cissy van Marxveldt (Setske de Haan, 1889-1948), holenderskiej pisarki dla dzieci, której twórczość miała wpływ na powstanie Dziennika Anny Frank. Została zaproponowana przez L. E. Timmerman. Przed nadaniem nazwy planetoida nosiła oznaczenie tymczasowe (10667) 3201 T-2.